# Alfabet fenicki

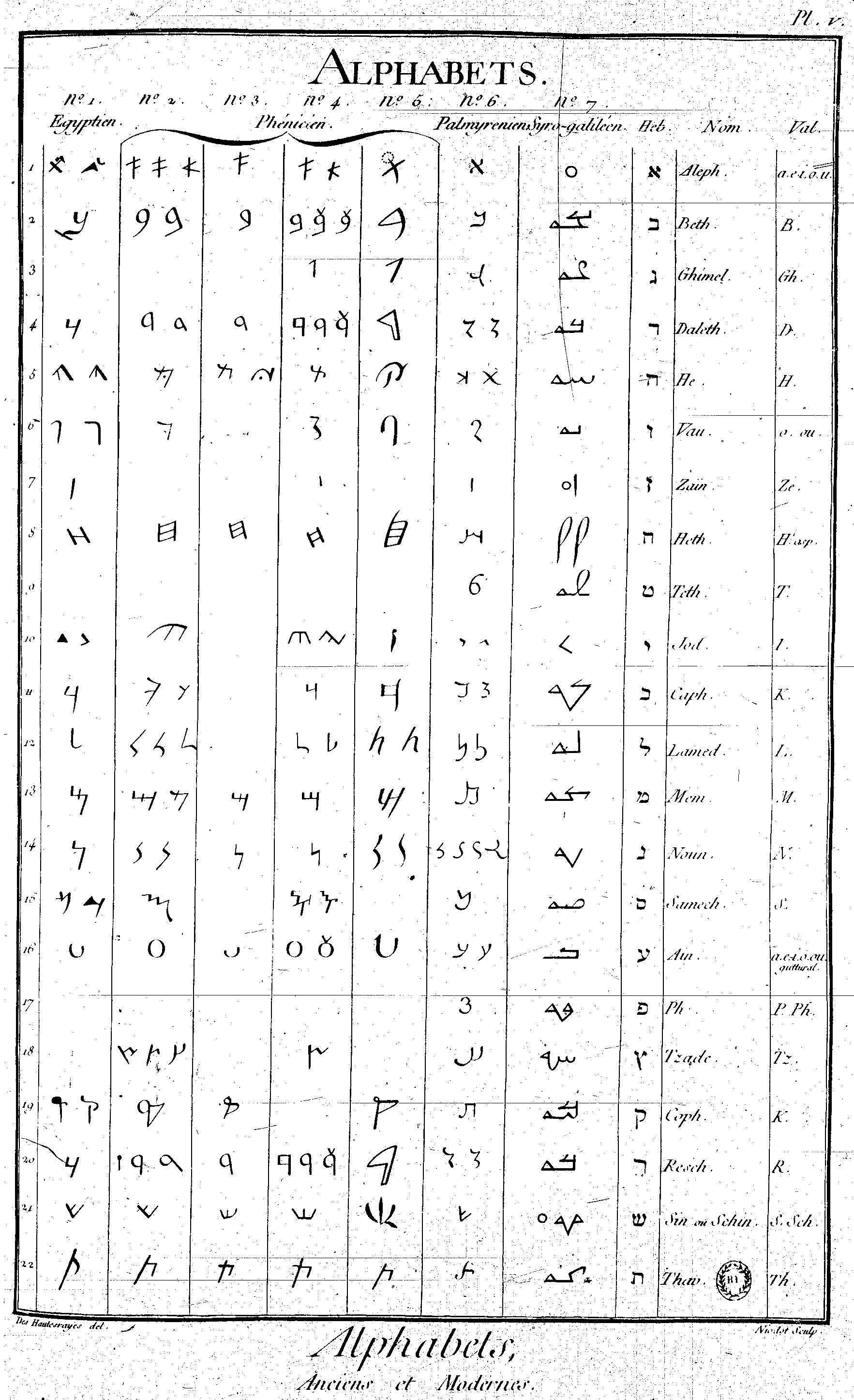
Tabela przedstawia ewolucję pisma fenickiego w pismo neopunickie

Alfabet fenicki – najstarszy zachowany linearny alfabet świata, modyfikacja istniejącego wcześniej  pisma protosynajskiego. Powstał około XIII wieku p.n.e., najprawdopodobniej dla potrzeb rozwijającego się handlu.
Służył do zapisu fenickiego, języka z grupy północno-semickiej, używanego w starożytności na terenie dzisiejszego Libanu oraz w licznych koloniach fenickich. Alfabet fenicki, poprzez oparte na nim pisma greckie i hebrajskie, dał początek wszystkim alfabetom stosowanym współcześnie na terenie Europy oraz alfabetowi arabskiemu, a nawet dewanagari używanemu obecnie w Indiach.
Charakterystyczną cechą alfabetu fenickiego jest jego spółgłoskowość (brak liter odpowiadających samogłoskom, które odczytywano z kontekstu). Pozwala to sklasyfikować ten alfabet jako abdżad. Hebrajczycy w pierwszych wiekach naszej ery opracowali opcjonalny diakrytyczny system oznaczania samogłosek tego pisma sylabicznego, natomiast starożytni Grecy przemianowali niektóre litery pisma fenickiego na samogłoski, tworząc pierwszy pełny samogłoskowo-spółgłoskowy alfabet. Poszczególne litery alfabetu fenickiego oznaczają także całe wyrazy, co zaznaczono w tabeli.
Alfabet fenicki, odczytywany najczęściej od prawej do lewej, zrekonstruowała w 1904 grupa uczonych pod kierownictwem Theodora Nöldekego. Grupa ta bazowała na setkach zachowanych inskrypcji, odnalezionych w byłych miastach fenickich: Tyrze, Byblos i Kartaginie. Mimo to nie jest pewne do końca znaczenie niektórych liter, których nazwy na przestrzeni wieków ulegały zmianom (np. digg, ryba, na dalet, drzwi; hillul, święto, na he, okno).
W 2005 alfabet fenicki został wpisany na listę UNESCO Pamięć Świata.

## Znaki alfabetu fenickiego
| Litera | Nazwa  | Znaczenie                                                       | Transliteracja | Litera odpowiadająca w alfabetach: | Litera odpowiadająca w alfabetach: | Litera odpowiadająca w alfabetach: | Litera odpowiadająca w alfabetach: | Litera odpowiadająca w alfabetach: |
| Litera | Nazwa  | Znaczenie                                                       | Transliteracja | hebrajskim                         | arabskim                           | greckim                            | łacińskim                          | cyrylicy                           |
| ------ | ------ | --------------------------------------------------------------- | -------------- | ---------------------------------- | ---------------------------------- | ---------------------------------- | ---------------------------------- | ---------------------------------- |
| Aleph  | ʼāleph | głowa byka/wołu                                                 | ʼ              | א                                  | ﺍ                                  | Αα                                 | Aa                                 | Аа                                 |
| Beth   | bēth   | dom                                                             | b              | ב                                  | ﺏ                                  | Ββ                                 | Bb                                 | Бб, Вв                             |
| Gimel  | gīmel  | wielbłąd                                                        | g              | ג                                  | ﺝ                                  | Γγ                                 | Cc, Gg                             | Гг, Ґґ                             |
| Daleth | dāleth | drzwi                                                           | d              | ד                                  | ﺩ، ذ                               | Δδ                                 | Dd                                 | Дд                                 |
| He     | hē     | okno                                                            | h              | ה                                  | ﮬ                                  | Εε                                 | Ee                                 | Ее, Ёё, Єє                         |
| Waw    | wāw    | hak                                                             | w              | ו                                  | ﻭ                                  | (Ϝϝ), (Ϛϛ), Υυ                     | Ff, Uu, Vv, Ww, Yy                 | (Ѵѵ), Уу, Ўў                       |
| Zajin  | zajin  | broń                                                            | z              | ז                                  | ﺯ                                  | Ζζ                                 | Zz                                 | Зз                                 |
| Heth   | ḥēth   | płot                                                            | ḥ              | ח                                  | ﺡ، خ                               | (Ͱͱ), Ηη                           | Hh                                 | Ии, Йй                             |
| Teth   | ṭēth   | koło                                                            | ṭ              | ט                                  | ﻁ، ظ                               | Θθ                                 | brak                               | (Ѳѳ)                               |
| Jodh   | jōdh   | ramię/ręka                                                      | j              | י                                  | ﻱ، ى                               | Ιι (Ϳϳ)                            | Ii, Jj                             | Іі, Її, Јј                         |
| Kaph   | kaph   | dłoń                                                            | k              | כ                                  | ﻙ                                  | Κκ (Ϗϗ)                            | Kk                                 | Кк                                 |
| Lamedh | lāmedh | oścień/kostur pasterski                                         | l              | ל                                  | ﻝ                                  | Λλ                                 | Ll                                 | Лл                                 |
| Mem    | mēm    | woda                                                            | m              | מ                                  | ﻡ                                  | Μμ                                 | Mm                                 | Мм                                 |
| Nun    | nun    | ryba (symbol prawdop. od hieroglifu oznaczającego węża/węgorza) | n              | נ                                  | ﻥ                                  | Νν                                 | Nn                                 | Нн                                 |
| Samech | sāmech | słup/pal/ryba?                                                  | s              | ס                                  | brak                               | Ξξ, Χχ                             | Xx                                 | (Ѯѯ), Хх                           |
| Ajin   | ‘ajin  | oko                                                             | ‘              | ע                                  | ﻉ، غ                               | Οο, Ωω                             | Oo                                 | Оо (Ѡѡ)                            |
| Pe     | pē     | usta                                                            | p              | פ                                  | ﻑ                                  | Ππ                                 | Pp                                 | Пп                                 |
| Sade   | ṣādē   | roślina/papirus/haczyk do łowienia ryb?                         | ṣ              | צ                                  | ﺹ، ض                               | (Ϻϻ), (Ͳͳ), (Ϸϸ)                   | brak                               | Цц, Чч, Џџ                         |
| Qoph   | qōph   | małpa                                                           | q              | ק                                  | ﻕ                                  | (Ϙϙ)                               | Qq                                 | (Ҁҁ)                               |
| Reš    | rēš    | głowa                                                           | r              | ר                                  | ﺭ                                  | Ρρ                                 | Rr                                 | Рр                                 |
| Šin    | šin    | ząb                                                             | š              | ש                                  | س، ش                               | Σσς                                | Ss                                 | Сс, Шш, Щщ                         |
| Taw    | tāw    | znak                                                            | t              | ת                                  | ﺕ، ث                               | Ττ                                 | Tt                                 | Тт                                 |